# Ismail bin Ali al-Akwaʿ
Al-Qādī Ismail bin Ali al-Akwaʿ (arabisch إسماعيل بن علي الأكوع, DMG Ismāʿīl b. ʿAlī al-Akwaʿ; * 1. März 1920; † 21. Oktober 2008) war ein jemenitischer islamischer Jurist und Historiker, der auch viele politische Funktionen erfüllte.
Er war einer der Senior Fellows des Königlichen Aal al-Bayt Instituts für Islamisches Denken (Royal Aal al-Bayt Institute for Islamic Thought), Jordanien.
An introduction to Hijrahs and other refuges of learning in Yemen erschien in der Yemen Translation Series.